# БАУ 23×2 (модуль)
БАУ 23×2 — новий одномісний дистанційно керований бойовий модуль розроблений і випробуваний ДП «ХКБМ ім. А. А. Морозова». Він призначений для ведення вогню по живій силі і броньованих цілях — як наземних, так і повітряних. Встановлюється на легкоброньовану гусеничну і колісну техніку з метою модернізації раніше випущених бронетранспортерів типу БТР-60, БТР-70, БТР-80 та БТР-4.

## Озброєння
Основне озброєння бойового модуля — дві 23 мм автоматичні гармати 2А7М, що забезпечують швидкострільність 850 пострілів за хвилину кожна, з дальністю стрільби 2000 м і боєкомплектом 200 снарядів. Додатково встановлено кулемет КТ-7,62 (ПКТ) з боєкомплектом 2000 пострілів.
Управління модулем — ручне. Забезпечується наведення по горизонталі 360 градусів, а по вертикалі від -4 до +55 градусів.
Модуль забезпечує надійний захист стрільця від зброї калібром до 12,7 мм. Він знаходитися всередині корпусу, а з верхньої півсфери його захищає крім броні ще і розташоване зверху озброєння.
Додатковий захист забезпечує система постановки димової завіси, яка включає в себе шість гранатометів калібру 81 мм, по три з кожного боку модуля. Завіса встановлюється в напрямку наведення гармати.

## Використання
Завдяки порівняно невеликій масі (близько 1 тонна), модуль може бути встановлений на широке коло різної військової техніки. Наприклад, розробник модуля, проводив його випробування на БТР-70 та БМП Ратель.
Бойовий модуль БАУ 23×2 встановлений на бронетранспортери БТР-94 виробництва заводу ім. Малишева, які постачались на експорт до Йорданії. В серпні 2004 року всі йорданські БТР-94 були передані до Іраку, де поступили на озброєння Національної гвардії Іраку.
Відомо, що іракські поліцейські знімали бойовий модуль з деяких БТР-94 та встановлювали його на вантажівки HMMWV.
На виставці «Зброя та безпека — 2016» модуль був представлений зі встановленим прицілом ТІМП-71.

## Галерея

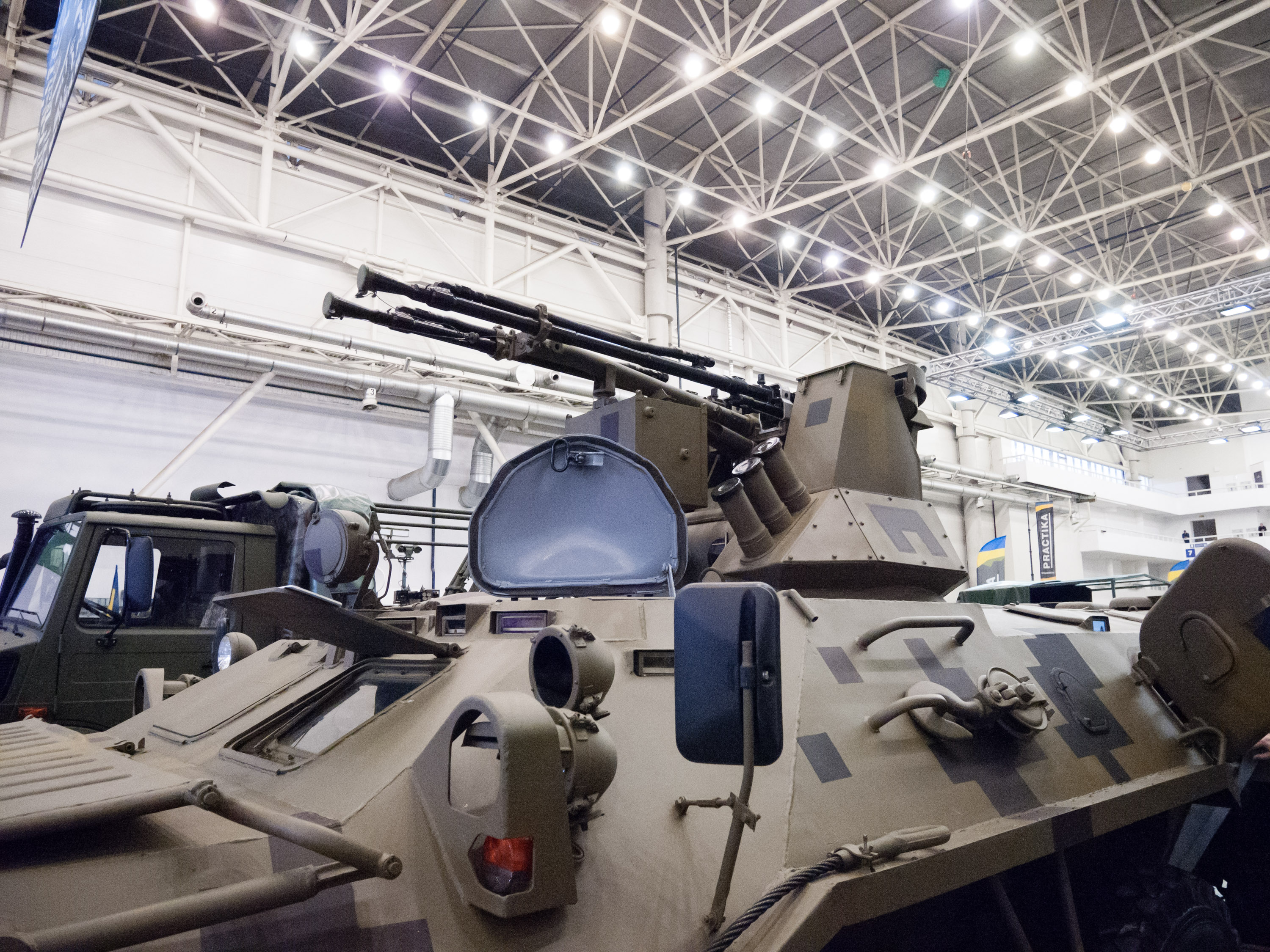
БАУ 23×2
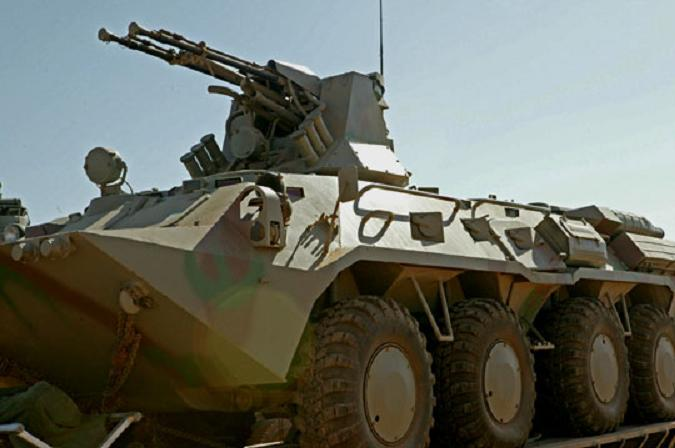
БАУ 23×2 на БТР-94
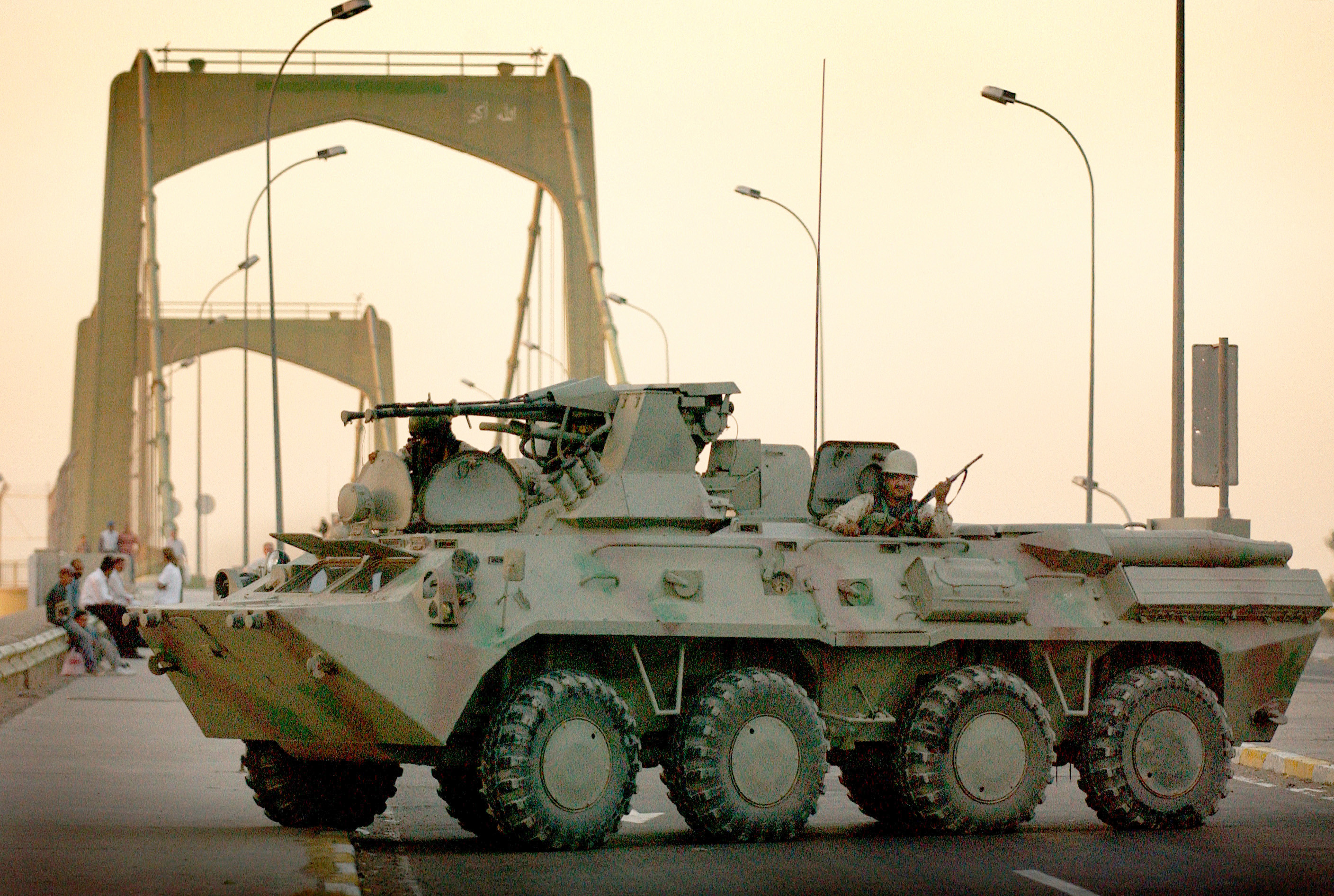
БАУ 23×2 на БТР-94
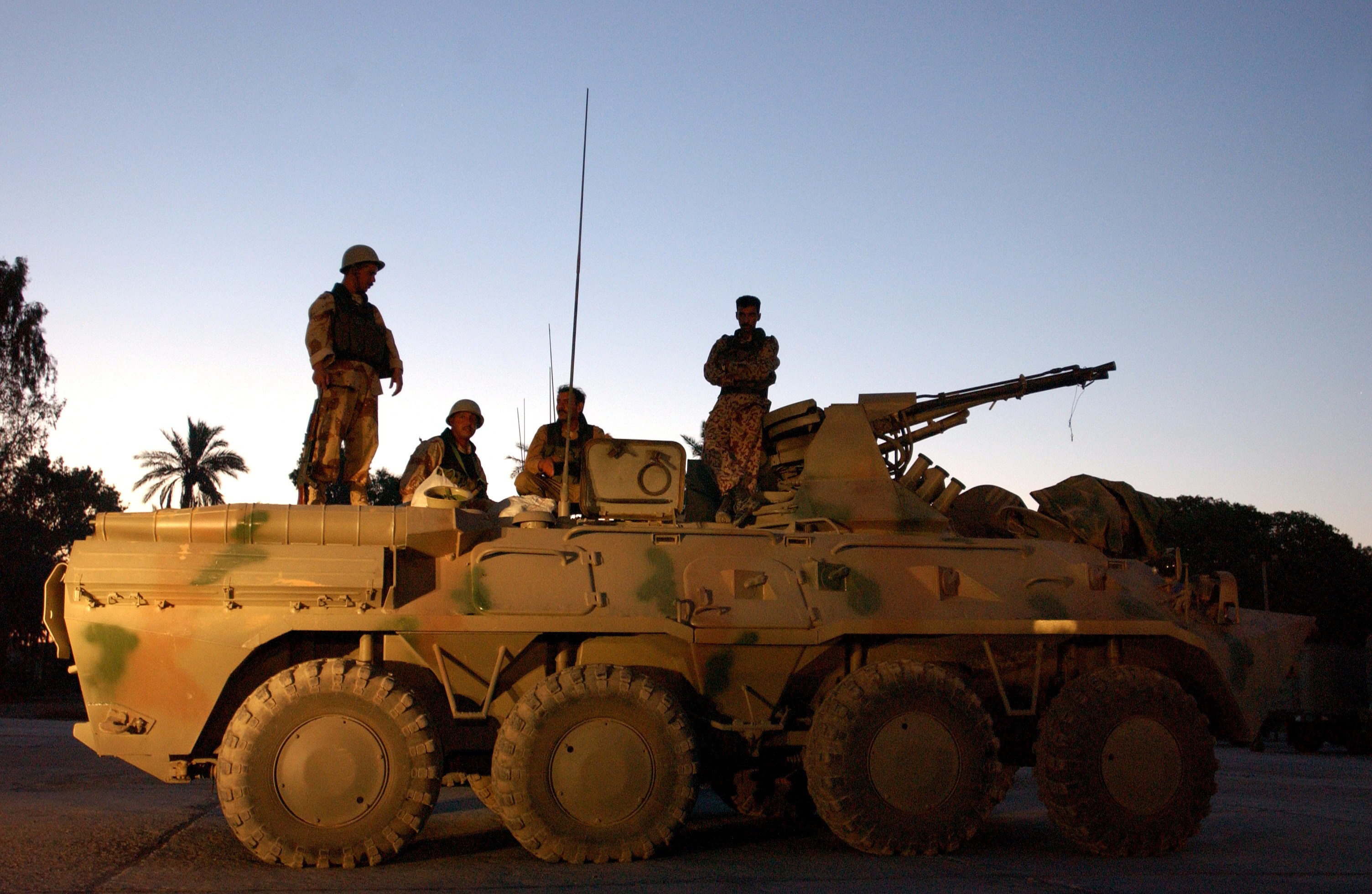
БАУ 23×2 на БТР-94